# La Balle au bond

La Balle au bond... ou l'Injustice du destin est un téléfilm franco-belge réalisé par Williams Crépin et diffusé pour la première fois le 13 janvier 1999 sur France 2.

## Synopsis
Le film reprend l'histoire du roman L'injustice du destin d'Yvonne Bouhana publié en 1998 chez Michel Lafon. L'auteur fut juge des enfants au début de sa carrière.
Patrice Martin est en apparence un petit garçon comme les autres qui ne se distingue de ses camarades que par ses talents de footballeur. Alors qu'il dispute un match sa petite voisine, Aurélia Puissaud, lui demande de rentrer tout de suite. Chez lui, Patrice découvre un spectacle affligeant, auquel il s'est presque habitué : sa mère, Martine, affalée dans un fauteuil, et ses petites sœurs jumelles en larmes. Sa mère est alcoolique.
Patrice va déployer toute son énergie à essayer de rapprocher ses parents et reconstituer la cellule familiale.

## Fiche technique
- Réalisation : Williams Crépin
- Scénario, dialogues et adaptation : Alexis Salatko, Williams Crépin, Emmanuelle Sardou, d'après le roman de Yvonne Bouhana
- Musique : Jean-Louis Négro
- Société de Production: France 2, Millésime Productions, Radio Télévision Belge de la Communauté Française
- Pays d'origine :  France  Belgique
- Durée : 91 minutes '25
- Dates de diffusion : 
  - 13 janvier 1999 sur France 2
  - 16 mars 1998 sur la RTBF.

## Distribution
- Isabel Otero : Martine
- Jacques Penot : Jean-Claude
- Sophie de La Rochefoucauld : le juge Dumonteil
- Antoine Cousin-Mazure : Patrice
- Arthur Pestel : Bébert
- Nanou Garcia : Chantal
- Florence Crick : Anne-Marie Darrieux
- Roxy Mertens : Aurélia
- Julie Marboeuf : Madame Puissaud
- Jean-Henri Compère : Monsieur Ponet
- Miglen Mirtchev : Monsieur Puissaud
- Cécile De France
- Alain Leempoel : le docteur Alric